# NBA Summer League 2025
Navigation
2024 2026
La NBA Summer League 2025 de la NBA a lieu au Thomas and Mack Center et Cox Pavilion à Las Vegas, sur le campus de l’université du Nevada. Elle commence le 10 juillet et se termine le 20 juillet. Les 30 équipes de la NBA y participent. Elle se divise en trois compétitions : deux non officielles : la California Classic Summer League et la Salt Lake City Summer League ; la compétition officielle regroupant l'ensemble des franchises de la NBA est la Las Vegas Summer League.

## California Classic
Les Warriors de Golden State accueillent la 7e édition de la California Classic les 5,6 et 8 juillet 2025 au Chase Center.

### Équipes
- Warriors de Golden State
- Lakers de Los Angeles
- Heat de Miami
- Spurs de San Antonio

### Matchs

#### Jour 1
| 5 juillet | Boxscore | Spurs de San Antonio 69, Heat de Miami 82              | Spurs de San Antonio 69, Heat de Miami 82 | Spurs de San Antonio 69, Heat de Miami 82                |  | Chase Center, San Francisco, Californie Arbitres : Gina Catanzariti, Rachael Rayford, RJ Johnson | NBA TV |
| 5 juillet | Boxscore | Score par quart-temps : 13-12, 16-20, 22-24, 18-26     |                                           |                                                          |  | Chase Center, San Francisco, Californie Arbitres : Gina Catanzariti, Rachael Rayford, RJ Johnson | NBA TV |
| 5 juillet | Boxscore | David Jones (18) David Jones (7) Jameer Nelson Jr. (5) | Points Rebonds Passes d.                  | Pelle Larsson (18) Keshad Johnson (9) Kira Lewis Jr. (5) |  | Chase Center, San Francisco, Californie Arbitres : Gina Catanzariti, Rachael Rayford, RJ Johnson | NBA TV |

| 5 juillet | Boxscore | Lakers de Los Angeles 84, Warriors de Golden State 89 | Lakers de Los Angeles 84, Warriors de Golden State 89 | Lakers de Los Angeles 84, Warriors de Golden State 89  |  | Chase Center, San Francisco, Californie Arbitres : Ken Jones, Julian McFadden, Lars Murray | ESPN2 |
| 5 juillet | Boxscore | Score par quart-temps : 19-11, 24-28, 17-30, 24-20    |                                                       |                                                        |  | Chase Center, San Francisco, Californie Arbitres : Ken Jones, Julian McFadden, Lars Murray | ESPN2 |
| 5 juillet | Boxscore | Cole Swider (24) Cole Swider (8) DJ Steward (6)       | Points Rebonds Passes d.                              | Rowe, Mobley (13) Rowe, Bolden (8) Taran Armstrong (6) |  | Chase Center, San Francisco, Californie Arbitres : Ken Jones, Julian McFadden, Lars Murray | ESPN2 |

#### Jour 2
| 6 juillet | Boxscore | Lakers de Los Angeles 103, Heat de Miami 83        | Lakers de Los Angeles 103, Heat de Miami 83 | Lakers de Los Angeles 103, Heat de Miami 83              |  | Chase Center, San Francisco, Californie Arbitres : Ken Jones, Rachael Rayford, Gina Catanzaritu | NBA TV |
| 6 juillet | Boxscore | Score par quart-temps : 26-20, 25-18, 25-24, 27-21 |                                             |                                                          |  | Chase Center, San Francisco, Californie Arbitres : Ken Jones, Rachael Rayford, Gina Catanzaritu | NBA TV |
| 6 juillet | Boxscore | Cole Swider (20) Darius Bazley (9) Davis, Rice (4) | Points Rebonds Passes d.                    | Bryson Warren (18) Javonte Cooke (7) Marcus Williams (4) |  | Chase Center, San Francisco, Californie Arbitres : Ken Jones, Rachael Rayford, Gina Catanzaritu | NBA TV |

| 6 juillet |                                                             | Spurs de San Antonio 90, Warriors de Golden State 88 | Spurs de San Antonio 90, Warriors de Golden State 88 | Spurs de San Antonio 90, Warriors de Golden State 88 |  | Chase Center, San Francisco, Californie Arbitres : RJ Johnson, Lars Murray, Julian McFadden | NBA TV |
| 6 juillet | Score par quart-temps : 21-13, 24-33, 24-22, 21-20          |                                                      |                                                      |                                                      |  | Chase Center, San Francisco, Californie Arbitres : RJ Johnson, Lars Murray, Julian McFadden | NBA TV |
| 6 juillet | David Jones-Garcia (25) Harrison Ingram (6) Omari Moore (4) | Points Rebonds Passes d.                             | LJ Cryer (19) Ja'Vier Francis (7) Jules Bernard (3)  |                                                      |  | Chase Center, San Francisco, Californie Arbitres : RJ Johnson, Lars Murray, Julian McFadden | NBA TV |

#### Jour 3
| 8 juillet |  | Heat de Miami vs. Warriors de Golden State | Heat de Miami vs. Warriors de Golden State | Heat de Miami vs. Warriors de Golden State |  | Chase Center, San Francisco, Californie | ESPN+ |

| 8 juillet |  | Lakers de Los Angeles vs. Spurs de San Antonio | Lakers de Los Angeles vs. Spurs de San Antonio | Lakers de Los Angeles vs. Spurs de San Antonio |  | Chase Center, San Francisco, Californie | ESPN |

## Salt Lake City Summer League
Le Jazz de l'Utah accueille la Salt Lake City Summer League au Jon M. Huntsman Center les 5, 7 et 8 juillet 2025.

### Équipes
- Jazz de l'Utah
- Thunder d'Oklahoma City
- Grizzlies de Memphis
- 76ers de Philadelphie

### Match

#### Jour 1
| 5 juillet | Boxscore | Grizzlies de Memphis 92, Thunder d'Oklahoma City 80    | Grizzlies de Memphis 92, Thunder d'Oklahoma City 80 | Grizzlies de Memphis 92, Thunder d'Oklahoma City 80        |  | Jon M. Huntsman Center, Salt Lake City, Utah Arbitres : Nate Clearly, Quincy Smith, Ryo Hasebe | ESPN |
| 5 juillet | Boxscore | Score par quart-temps : 19-18, 26-22, 27-22, 20-18     |                                                     |                                                            |  | Jon M. Huntsman Center, Salt Lake City, Utah Arbitres : Nate Clearly, Quincy Smith, Ryo Hasebe | ESPN |
| 5 juillet | Boxscore | Wells, Jackson (20) Bacot, Spencer (5) Javon Small (6) | Points Rebonds Passes d.                            | Ajay Mitchell (24) Brooks Barnhizer (13) Ajay Mitchell (6) |  | Jon M. Huntsman Center, Salt Lake City, Utah Arbitres : Nate Clearly, Quincy Smith, Ryo Hasebe | ESPN |

| 5 juillet | Boxscore | 76ers de Philadelphie 89, Jazz de l'Utah 93                       | 76ers de Philadelphie 89, Jazz de l'Utah 93 | 76ers de Philadelphie 89, Jazz de l'Utah 93                        |  | Jon M. Huntsman Center, Salt Lake City, Utah Arbitres : Italo Araujo, Cameron Garber, Ian McClenny | ESPN |
| 5 juillet | Boxscore | Score par quart-temps : 23-29, 20-23, 19-14, 27-27                |                                             |                                                                    |  | Jon M. Huntsman Center, Salt Lake City, Utah Arbitres : Italo Araujo, Cameron Garber, Ian McClenny | ESPN |
| 5 juillet | Boxscore | V. J. Edgecombe (28) V. J. Edgecombe (10) Jalen Hood-Schifino (8) | Points Rebonds Passes d.                    | Kyle Filipowski (22) Bailey, Sensabaugh (7) Walter Clayton Jr. (6) |  | Jon M. Huntsman Center, Salt Lake City, Utah Arbitres : Italo Araujo, Cameron Garber, Ian McClenny | ESPN |

#### Jour 2
| 7 juillet |  | Thunder d'Oklahoma City vs. 76ers de Philadelphie | Thunder d'Oklahoma City vs. 76ers de Philadelphie | Thunder d'Oklahoma City vs. 76ers de Philadelphie |  | Jon M. Huntsman Center, Salt Lake City, Utah | ESPN |

| 7 juillet |  | Grizzlies de Memphis vs. Jazz de l'Utah | Grizzlies de Memphis vs. Jazz de l'Utah | Grizzlies de Memphis vs. Jazz de l'Utah |  | Jon M. Huntsman Center, Salt Lake City, Utah | NBA TV |

#### Jour 3
| 8 juillet |  | Grizzlies de Memphis vs. 76ers de Philadelphie | Grizzlies de Memphis vs. 76ers de Philadelphie | Grizzlies de Memphis vs. 76ers de Philadelphie |  | Jon M. Huntsman Center, Salt Lake City, Utah | NBA TV |

| 8 juillet |  | Thunder d'Oklahoma City vs. Jazz de l'Utah | Thunder d'Oklahoma City vs. Jazz de l'Utah | Thunder d'Oklahoma City vs. Jazz de l'Utah |  | Jon M. Huntsman Center, Salt Lake City, Utah | NBA TV |